# Argyrogrammana denisi
Espèce
Argyrogrammana denisi est une espèce d'insectes lépidoptères de la famille des Riodinidae et du genre Argyrogrammana.

## Dénomination
Argyrogrammana denisi a été nommé par Jean-Yves Gallard en 1995

## Description
Argyrogrammana denisi est un papillon de couleur rouge orangé et noir taché de bleu. Sur le dessus les ailes antérieures ont une petite partie basale rouge orangé tachetée de points noirs et tout le reste de l'aile noire avec une barre et une tache bleu métallique ; les ailes postérieures ont une partie basale rouge orangé avec quelques points noirs et une large bordure noire.
Le revers est en petits damiers noirs et bleu violacé.

## Écologie et distribution
Argyrogrammana denisi est présent uniquement en Guyane.

### Biotope
Il réside dans la forêt tropicale.